# Lost Creek (Teksas)
Lost Creek – jednostka osadnicza w Stanach Zjednoczonych, w stanie Teksas, w hrabstwie Travis.